# Stanice WUSA
Stanice WUSA (v anglickém originále WUSA) je americký dramatický film z roku 1970, který režíroval Stuart Rosenberg. V hlavních rolích se objevili Paul Newman, Joanne Woodwardová a Anthony Perkins, spoluúčinkovali Laurence Harvey, Cloris Leachmanová a Wayne Rogers. Scénář napsal Robert Stone podle svého románu A Hall of Mirrors z roku 1967. Příběh se týká rozhlasové stanice v New Orleans se stejnojmenným volacím znakem, která je zřejmě zapletena do pravicového spiknutí. Vyvrcholením je vzpoura a tlačenice na vlasteneckém shromáždění, když vrah na molu zahájí palbu.

## Děj
Tulák Rheinhardt přijíždí do New Orleans a v místním útulku narazí na starého známého Farleyho, který se vydává za kazatele a zneužívá lidí. Farley mu dluží peníze a částečně mu splácí. V baru Rheinhardt zachrání prostitutku Geraldine před pasákem, který ji obviní z narušování jeho území.
Rheinhardt a Geraldine spolu začnou žít v levném bytě obklopeni hippies. Rheinhardt získá práci v konzervativním rádiu WUSA, které vlastní rasista Bingamon a využívá stanici k šíření propagandy o tom, že země upadá a dříve bylo lépe. Rheinhardt čte reakční komentáře rádia, zatímco se stýká s hippies, kteří ho za to nenávidí.
Jeho soused Rainey, poctivý pracovník provádějící průzkum mezi příjemci sociálních dávek, se spoléhá na bohatého Clotha, který mu pomáhá najít respondenty. Rainey ale zjistí, že Clotho pracuje pro Bingamona a záměrně ho vodí k lidem, kteří systém dávek zneužívají, aby WUSA mohla šířit zprávy o masivním zneužívání dávek.
Když Bingamon uspořádá nenávistný mítink, Rainey se ho pokusí zastřelit, ale omylem zabije jiného muže. V chaosu se snaží uprchnout, ale rozzuřený dav ho ubije k smrti. Rheinhardt dostane pokyn uklidnit shromáždění, ale jeho projev jen přidává k zmatku.
Geraldine prchá z mítinku, ale je zatčena za držení marihuany. Čelí mnohaletému trestu a ve vězení spáchá sebevraždu. Rheinhardt navštíví její hrob a cynicky odjíždí z města, stejně prázdný, jako když přijel.